# Ocinara pallicornis
Ocinara pallicornis är en fjärilsart som beskrevs av Embrik Strand. Ocinara pallicornis ingår i släktet Ocinara och familjen silkesspinnare. Inga underarter finns listade i Catalogue of Life.